# انتون کوختا
انتون کوختا (اوکراینی: Антон Олександрович Кухта؛ زادهٔ ۲۹ ژوئن ۱۹۹۱) بازیکن فوتبال اهل اوکراین است.